# Dimitar Ivankov
Dimitar Ivankov (30 de octubre de 1975) es un exfutbolista búlgaro, actuó como guardameta marcando 43 goles en su carrera.

## Selección nacional

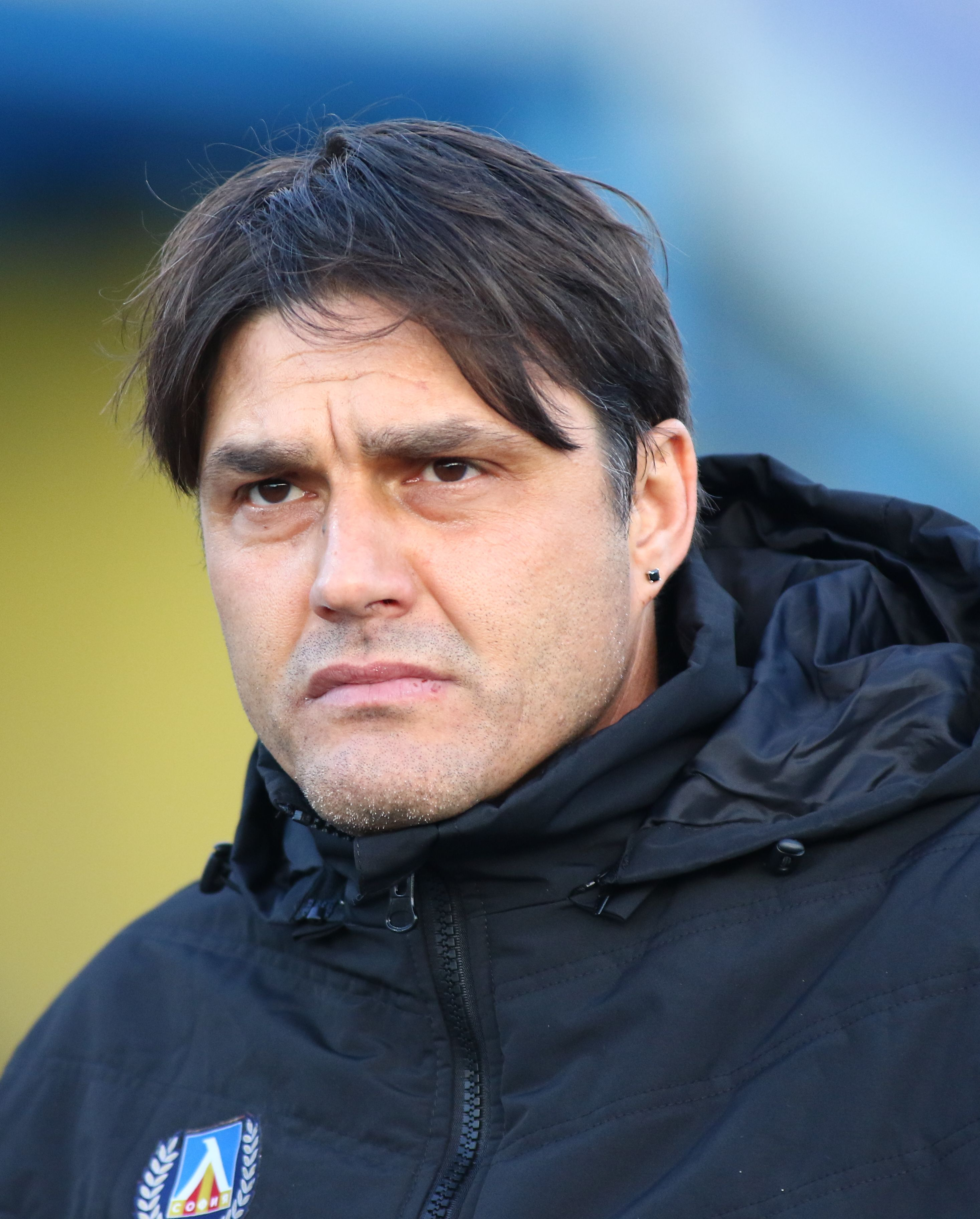

Fue internacional con la selección de fútbol de Bulgaria, jugó 64 partidos internacionales.

## Clubes
| Club                 | País     | Año         |
| -------------------- | -------- | ----------- |
| Levski Sofia         | Bulgaria | 1995 - 2005 |
| Kayserispor          | Turquía  | 2005 - 2008 |
| Bursaspor            | Turquía  | 2008-2011   |
| Anorthosis Famagusta | Chipre   | 2011        |

## Palmarés
Levski Sofia
- Liga Profesional de Bulgaria: 1999-00, 2000-01, 2001-02
- Copa de Bulgaria: 1998, 2000, 2002, 2003, 2005

Kayserispor
- Copa de Turquía: 2008

Bursaspor
- Superliga de Turquía: 2009-10